# Horcajo de Montemayor
Horcajo de Montemayor is een gemeente in de Spaanse provincie Salamanca in de regio Castilië en León met een oppervlakte van 29,98 km². Horcajo de Montemayor telt 154 inwoners (1 januari 2016).

## Demografische ontwikkeling
Bron: INE, 1857-2011: volkstellingen